# ペク・イェリン
ペク・イェリン（英: Yerin Baek、朝: 백예린、1997年6月26日 - ）は、韓国の女性歌手である。女性デュオグループ「15&」の元メンバー。2016年2月に韓林演芸芸術高等学校卒業。

## 略歴
1997年6月26日に大田広域市中区にて生まれた。JYPエンターテインメントの研修生で生活してる2年間は、ニューヨークに住み、現在は家族が住んでいる。
2007年、SBS制作のバラエティ番組「アメージングコンテストスターキング」に朱杖した際、ビヨンセの「リッスン」を披露した「コンテンポラリー・R&Bの天才」や「10歳のバラードの天才」などと呼ばれ話題になった。
2012年9月27日、JYPエンターテインメントからパク・ジミンと一緒に「15＆」のメンバーとしてデビューした。しかし、2015年2月に4年間の活動休止を発表したが、メンバー仲間のパクが事務所を退社したため解散した。同年にソロアルバムの制作を計画し、CHEEZEのプロデューサーであるCloudに出会った。2015年11月、ミニアルバム『Frank』を発売し、ソロデビューした。
2018年、ロックバンド「TheVolunteers」を結成した。バンドとしてミニアルバム『Vanity＆People』を発売した。
2019年3月18日に2作目のミニアルバム『OurLoveIs Great』を発売した。同年9月13日、JYPエンターテインメントとの契約が終了した。
2019年11月6日、インディーズレーベル「BlueVinyl」を立ち上げた。11月22日に自身のレーベル初のシングル「Popo（How Deep Is YourLove）」を発売した。12月10日には、1作目のアルバム『Every Letter I Sent You』を発売した

## ディスコグラフィー

### アルバム
- Every Letter I Sent You（2019年12月10日）
- Tellusboutyourself（2020年12月10日）

### ミニアルバム
- Frank（2015年11月30日）
- Our Love Is Great（2019年3月18日）
- Love, Yerin（2021年9月10日）